# Günther Beckstein

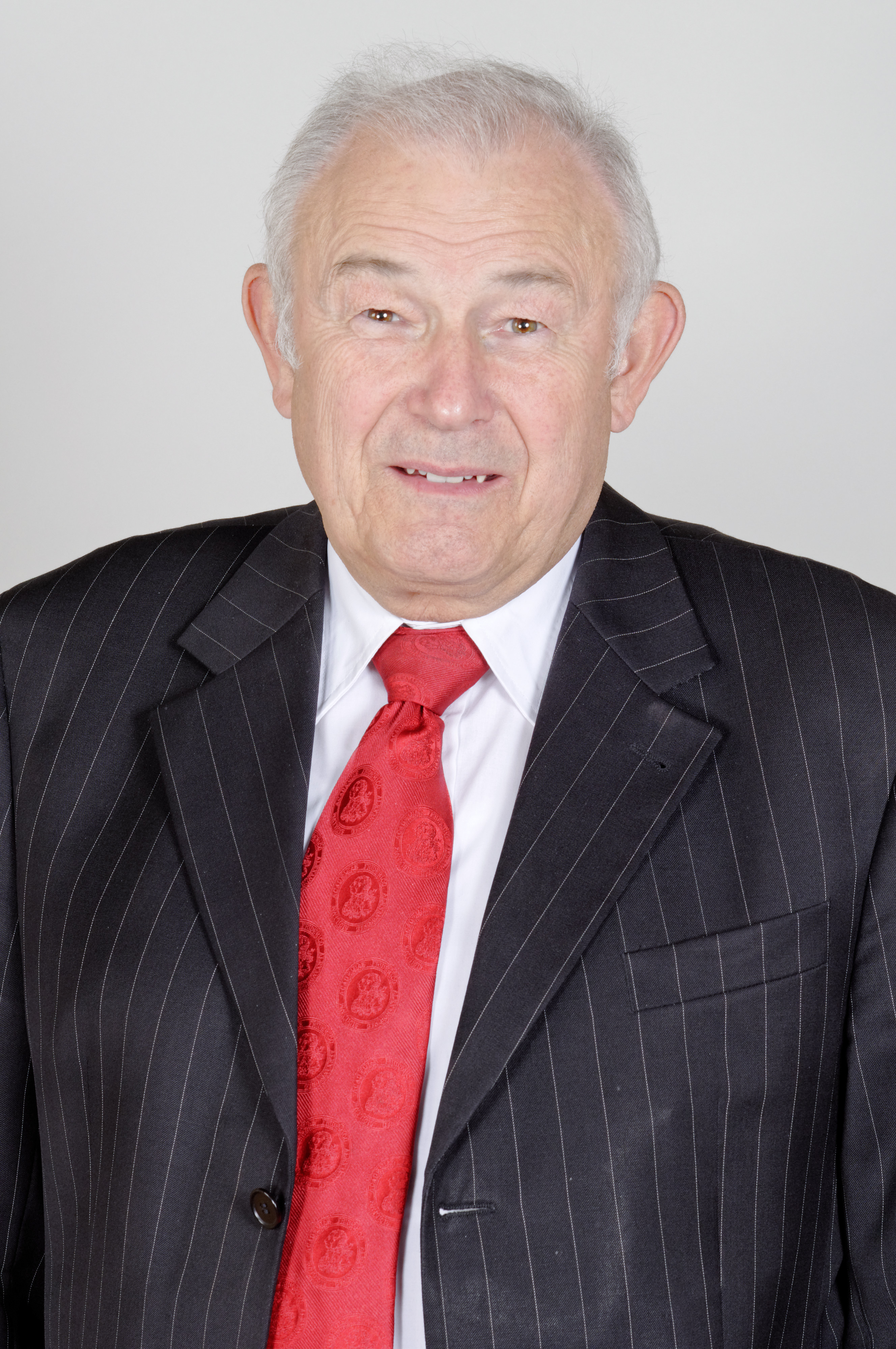
Günther Beckstein.

Günther Beckstein (Hersbruck, Alemania, 23 de noviembre de 1943) es un político alemán que milita en la Unión Social Cristiana de Baviera y fue Ministro Presidente de Baviera del 9 de octubre de 2007 al 27 de octubre de 2008. Es muy conocido por sus opiniones francas sobre la ley y el orden.

## Biografía
Después de terminar sus estudios secundarios en el instituto de segunda enseñanza Willstätter en Núremberg en 1962, estudió Derecho en la Universidad de Erlangen-Núremberg y la Universidad Ludwig-Maximilian de Múnich. Posee un doctorado de la Universidad de Erlangen-Núremberg. En 1975, escribió su tesis Der Gewissenstäter im Strafrecht und Strafprozessrecht (El delincuente de conciencia en el Derecho Penal y el Derecho Procesual) para obtener su doctorado. Entre 1971 y 1978 trabajó como abogado.
Beckstein está casado desde 1973 con Marga Beckstein, una maestra. Tienen tres hijos: Ruth, Frank y Martin. Beckstein y su esposa residen en Núremberg-Langwasser. Es protestante y un activo miembro de la iglesia.

## Carrera política
Beckstein inició su carrera política como presidente del distrito de la Joven Unión de Núremberg-Fürth (1973-1978) y luego fue vicepresidente de la CSU del distrito de Núremberg-Fürth-Schwabach. En 1991, se decidió su presidencia.
Fue miembro del Parlamento Regional Bávaro, el Landtag, de la CSU desde 1974, en 1988 asumió como Secretario de Estado del Ministerio del Interior de Baviera (Bayerisches Staatsministerium des Innern). En 1993, fue nombrado ministro del Interior de Baviera, sucediendo a Edmund Stoiber. En 2001, fue elegido para el cargo de vice primer ministro-presidente de Baviera.
Beckstein ganó un escaño en el Bundestag alemán en las elecciones federales del 2005, pero no asumió esta posición, prefiriendo permanecer en la política del Estado de Baviera.
El 9 de octubre, el Landtag de Baviera lo eligió como el nuevo ministro presidente por una mayoría de 122 de los 178 votos emitidos.
El 1 de octubre de 2008, tras las elecciones del Estado de Baviera del 28 de septiembre, cuando su partido perdió la mayoría absoluta por primera vez en 46 años, Beckstein renunció a su cargo, pero permaneció en él hasta que fue elegido un nuevo Ministro-Presidente el 27 de octubre.
| Predecesor: Edmund Stoiber | Ministro presidente de Baviera 9 de octubre de 2007 - 27 de octubre de 2008 | Sucesor: Horst Seehofer |